# Янгытавож
Янгытавож — река в России, протекает по Республике Коми. Берёт начало из озера Янгытаты на высоте 117 м над уровнем моря, в верхнем течении протекает через озеро Малое Янгытаты. Устье реки находится в 39 км по левому берегу реки Янгыта. Длина реки составляет 13 км.

## Данные водного реестра
По данным государственного водного реестра России относится к Двинско-Печорскому бассейновому округу, водохозяйственный участок реки — Печора от водомерного поста Усть-Цильма и до устья, речной подбассейн реки — бассейны притоков Печоры ниже впадения Усы. Речной бассейн реки — Печора.
Код объекта в государственном водном реестре — 03050300212103000082356.